# История на Грузия
Народът на Грузия (груз.: საქართველო сакартвело) е първият обединен като царство по времето на Багратионската династия от цар Баграт III през IX и X век. Грузинското царство процъфтява през X до XII век по времето на крал Давид IV Строителя и кралица Тамара Великиюа, и се разпада след монголското нашествие в 1243 г. До 1490 г. Грузия е разпокъсана на редица дребни царства и княжества, които се борят да запазят своята автономия срещу господството сефевидите и османско владичество, докато накрая, през 1801 г., Грузия е анексирана от Руската империя.
Настоящата грузинска република е независима от 1991 г. Първият президент, Звиад Гамсахурдия, подхранва грузинския национализъм и се заклева да отстоява грузинската власт върху Абхазия и Южна Осетия. Гамсахурдия е свален в кървав преврат и държавата е въвлечена в горчива гражданска война, която трае до 1995 г. Подкрепени от Русия, Абхазия и Южна Осетия получават де факто независимост от Грузия. Революцията на розите принуждава Едуард Шеварднадзе да подаде оставката си през 2003 г. Новото правителство на Михаил Саакашвили предотвратява отделянето на трета самостоятелна република, но конфликтът с Абхазия и Южна Осетия води до избухването на Руско-грузинската война през 2008 г.

## Праисторически период
Най-старите следи от човешко присъствие по грузинските земи идва от началото на каменната епоха, преди около 1,8 милиона години. В късния неолит и ранния енеолит, през 6000 – 4500 пр. Хр., в Източна Грузия вече е имало постоянни селища, чието население, занимаващо се със селско стопанство, постига високо технологично ниво в тази област.

## Античност
По време на античния период в района, обхващащ областите на днешна Грузия, са съществували няколко държави. Най-рано на историческата карта се появява Диаоха, а след това и Колхида и Иберия.

### Диаоха
Първите споменавания на държавите на територията на днешна Грузия идват от уратрийски източници от XII век пр.н.е., когато в североизточния регион на Анатолия (и части от земите на Грузия) е съществувала държавата Диаоха, която е водила войни срещу Урарту и накрая е покорена от нея.
Поради малкия брой древни източници за тази страна, е трудно да се проследи историята ѝ, която е известна само частично. Известно е, че през 1112 г. пр.н.е. владетелят на Диаоха Сиен е бил заловен от асирийския крал Тиглат-Паласар I. През 845 пр.н.е Асирия, под властта на Салманасар III, завладява Диаоха, която става феод.
При незнайни обстоятелства Диаоха си възвръща независимостта и през IX век пр.н.е. и VIII век пр.н.е. Диаоха провежда продължителна война с Урарту, което допълнително отслабва страната. Последното споменаване на страната е от 60 г. от VIII век пр.н.е. Най-вероятно след това или скоро след това отслабената държава е завладяна от Колхида.